# Постмодернизм, или Культурная логика позднего капитализма
«Постмодернизм, или Культурная логика позднего капитализма» (Postmodernism, or, the Cultural Logic of Late Capitalism) — статья американского философа и теоретика культуры Фредрика Джеймисона, опубликованная в 1984 году в журнале New Left Review. В этой статье (позже трансформированной в книгу, изданную в 1991 году) Джеймисон осуществляет критику модернизма с марксистских позиций и одним из первых концептуализирует понятие постмодернизма. Данная статья является одной из ранних и наиболее значимых для философской традиции работ, посвящённой проблематике постмодернизма. Также в ней вводятся понятия пастиша и шизофрении, важные для последующей теоретизации этого феномена.

## Содержание
Статья начинается с критики модернизма как более не актуального эстетического, а следовательно, и культурного темпорального режима. На смену ему, по Джеймисону, приходит постмодернизм (или, как он иначе его называет, культурная логика позднего капитализма). Согласно Джеймисону, постмодернизм — это временной период, связанный с установлением нового типа общества, при этом новый тип общества появляется, прежде всего, благодаря экономическим изменениям. Его возникновение неразрывно связано с появлением нового типа производства и потребления: появляется массовая продукция; зарождается представление о товарах как о том, что может быть избыточным, устаревшим; в обществе возрастает роль информации, происходит многократное её увеличение; появляются и исчезают новые общественные тенденции, быстро меняется мода. Иначе говоря, трансформация культуры связана с изменением в экономическом функционировании общества. Джеймисон называет постмодернизм культурной логикой позднего капитализма именно потому, что эта новая эпоха отражает внутреннюю логику самого капиталистического строя в его новой форме.
Основываясь на указанных экономических трансформациях, Джеймисон далее описывает культурные метаморфозы. В его логике культура постепенно сращивается с экономикой, становится тканью капитализма, поскольку, во-первых, становится базисом крупнейших мировых индустрий, а, во-вторых, каждый её объект приобретает экономический смысл, то есть становится пригодным к продаже товаром (причём это относится в равной степени и к материальным объектам культуры, и к нематериальным услугам). Такой вектор развития детерминирует постмодернизм как форму культуры — он оказывается в закрытом пространстве капитализма, в котором, в отличие от модернизма, становится невозможным искать какие-либо возвышенные идеалы, поскольку всё в культуре рано или поздно отождествляется с экономическим измерением.
Однако модернистские формы к наступлению нового периода прочно закреплены в культурных институциях на доминирующих позициях, и поэтому постмодернизм логичным образом возникает как реакционное по отношению к ним явление. Тем не менее, говорить о модернизме как о целостном явлении, против которого направлен постмодернизм, невозможно, поскольку эти формы модернистской культуры существуют в разных институциональных плоскостях, и не существует единого языка для их описания, а есть лишь закрепившиеся в культурных парадигмах некогда революционные стили, превратившиеся в часть истеблишмента. Согласно Джеймисону, реакция на эти модернистские элементы в конечном счёте и привела к размыванию старых категорий.
Под размыванием старых категорий, прежде всего, имеется в виду характерное для постмодернизма отсутствие границ между элитарной и массовой культурой. Под массовой культурой Джеймисон понимает коммерческое искусство; исчезновение этого различия поэтому логично проистекает из изменений в экономической ситуации — любые формы культуры так или иначе подпадают под категории массовости, поскольку поставлены на производство. Кроме оппозиции высокое-низкое, исчезают и замкнутые формы академических дисциплин — в качестве примера приводятся работы Мишеля Фуко, которые невозможно однозначно атрибутировать к той или иной академической сфере. Формируется явление междисциплинарности: в новой культурной логике, согласно Джеймисону, мы сталкиваемся, как правило, не с какой-либо наукой, а с теорией, включающей в себя элементы различных научных дискурсов.
Описывая изменения, отличающие период постмодернизма от предшествующей ему эпохи, Джеймисон также выделяет две существенные черты «культурной логики позднего капитализма», наиболее точные его характеристики — пастиш и шизофрению. Пастиш — это
```
"...имитация конкретного или уникального, ношение стилистической маски, речь на мёртвом языке"
[
3
]
:
```

иными словами, это пародия, лишённая своего пародийного смысла в отсутствие универсальной языковой нормы, которая может быть воспринята как таковая. Шизофрения, по Джеймисону, является лингвистическим разрывом отношений между означаемыми. В качестве характеристик культуры эти две черты постмодернизма сводятся к трансформации реальности в образы и к раздробленности темпоральности на последовательности вечных настоящих.
Главной интенцией модернизма, по Джеймисону, является противостояние реальности в критических, революционных формах, и относительно постмодернизма теоретик задаётся тем же вопросом. Для модернизма характерна субверсия (англ. subversion, букв. «подрывание») — вид игры с культурным штампом, одна из разновидностей его сознательного избегания. Но сложно ответить, есть ли у постмодернизма как «логики позднего капитализма» такой же субверсивный потенциал: с одной стороны, постмодернизм воспроизводит капиталистическую логику потребительского («позднего») капитализма и даже усиливает её; с другой, он сопротивляется этой логике. Поэтому вопрос о критическом потенциале нового режима остаётся, согласно Джеймисону, открытым.

### Пастиш
Пастиш как философское понятие получает своё развитие именно благодаря статье Джеймисона, в которой он выводит его из исключительно эстетического контекста и использует в значительно более широком культурном смысле.
Фредрик Джеймисон предлагает своё определение пастиша путём различения пастиша и пародии. На первый взгляд два этих явления схожи — они оба используют имитацию, подражание какому-либо характерному стилю. Но разница между ними заключается в существовании универсального языкового стандарта, от которого отталкивается пародия при имитации узнаваемого стиля.
Пародия всегда акцентирует внимание на уникальных, отличительных чертах индивидуального стиля: она создаёт такое подобие этого стиля, которое высмеивает (при этом пародия далеко не всегда окрашена негативно) его с позиции некоторой языковой нормы. Насмешка в пародии рождается именно из-за того, что создается ощущение резкого контраста между отличительными чертами высмеиваемого стиля и нормативностью общепринятого стандарта. Этот контраст может создаваться лишь тогда, когда осознаётся существование самой языковой нормы.
Пастиш же рождается в тот момент, когда вера в существование этой нормы ставится под сомнение. Обладая всё тем же свойством имитации некоторого стиля, пастиш полностью отказывается от насмешки — он лишён внутреннего ощущения того, что существует универсальная позиция языковой нормы, позволяющая выделить черты уникального стиля путём сопоставления. Джеймисон называет пастиш «оболочкой пародии; опустошённой пародией; пародией, утратившей чувство юмора».
Очевидно, что пародия представляется модернистским явлением, которое преодолевается параллельно изменениям в социальной структуре. Но почему пародия становится невозможной в эпоху постмодернизма? Новая эпоха провозглашает конец индивидуализма или «смерть субъекта». Центральным принципом модернистской эстетики являлось именно конструирование индивидуального стиля, существование которого в новом типе общества было поставлено под сомнение массовостью культурного производства. Джеймисон выделяет две точки зрения на сам феномен индивидуализма: их можно условно обозначить как марксистскую и постструктуралистскую. Согласно первой, индивидуальный субъект — это пережиток старого общества, который не может быть адаптирован к новым условиям; вторая же более радикальна — она утверждает, что индивидуализм — это культурная мистификация, которой никогда не существовало. Какую точку мы бы ни выбрали, мы неизбежно сталкиваемся с тем, что индивидуализм (а значит, и понятие индивидуального стиля) вычёркивается из постмодернистского общества. Но несмотря на крах старой эстетической системы, создание новой «затруднительно» в логике позднего капитализма, поскольку, подобно культуре, она будет подчинена экономическим отношениям.
Таким образом, субъект эстетического производства оказывается в новом обществе в необычном положении: старая эстетическая система не может быть реализована, а новая не может быть создана. Крах индивидуализма уничтожает саму возможность создания чего-то нового, поскольку не представляется реальным создать что-либо уникальное и неповторимое, не обладая собственным инструментарием. Всё, что остаётся — это комбинировать уже имеющиеся элементы, при этом осознавая ограниченность комбинаций, а значит, согласно Джеймисону, и невозможность вырваться из плена прошлого.
Обращение к прошлому проблематизирует другую важную характеристику пастиша — ностальгию. «Речь на мёртвом языке» неизбежно вызывает у слушающего (и, возможно, у говорящего) ностальгические ощущения, поскольку апеллирует к пустому означающему, к тому, что описывает уже несуществующее в реальности явление. За неимением описываемого объекта в реальном мире «мёртвый язык» воплощается в образах реальности, в некоторых обобщённых представлениях об определённом периоде времени.
Такого рода ностальгия проявляется в создании фильмов, обладающих характерными чертами: в Америке они получили название «ностальгическое кино», во Европе — «ретроспективные фильмы». Эти фильмы не воспроизводят конкретное событие, но воссоздают атмосферу определённого периода, закреплённую именно в образной форме. В качестве примера Джеймисон приводит фильм «Американское граффити» (1973) Джорджа Лукаса, который отразил атмосферу Америки конца 1950-х годов. В этом фильме акцент делается не на нарративе, а на элементах стиля — это отличает пастиш «ностальгического кино» от концепции исторического фильма.
Однако Джеймисон предлагает ещё сильнее расширить представление о ностальгическом кинематографе и относить к нему не только воспроизводящие характерную для определённых временных периодов эстетику фильмы, но и некоторые другие категории. В частности, «Звёздные войны» философ также относит к ностальгическим фильмам, но, естественно, уже не по принципу подражания стилю прошлого: здесь главную роль играет способность фильма возродить в образной форме культурный пласт определённой эпохи, не отражая при этом саму эпоху. Фильмы, подобные «Звёздным войнам», являются реминисценцией определённой эпохи — они имплицитно содержат напоминание о каком-либо культурном образе. При этом они не могут содержать в себе пародийного смысла — объект их пародии уже не существует, как и присваиваемый им индивидуальный стиль. Такие фильмы можно назвать историческими лишь метонимически: они апеллируют к чувствам, связанным с конкретной исторической эпохой.
Также пастиш в кинематографе может реализовываться через присутствующие в фильме объекты, то есть фильм может передавать свою ностальгичность путём использования ассоциируемых с той или иной эпохой объектов, появляющихся в кадре. Это может быть как завуалированный перенос действия в определённую эпоху без конкретного указания на время, так и выборочное наделение ретроспективным значением некоторых предметов. Такой вид пастиша является наименее очевидным — в нём нет ни прямых указаний на конкретное время действия, ни чувственных отсылок, и в этой модели пастиш принимает форму интеллектуальной головоломки, в которой зрителю предлагается самому раскрыть временные рамки.
Последний упомянутый вид пастиша наглядно демонстрирует ещё одно его важное свойство — взаимосвязность или, если обозначить это литературоведческим термином — интертекстуальность. Будучи закрытым в замкнутом пространстве наследия прошлого, пастиш с неизбежностью сталкивается с необходимостью цитирования уже созданного. Это значит, что таким образом складывается система (иногда непроизвольных) референций, причём эта система может даже не иметь своим референтом реальный объект (если речь, пример, идёт о взаимном цитировании пастишей, а не исходного материала, то есть какого-либо объекта модернистского наследия).

### Шизофрения
Понятие шизофрении к моменту выхода статьи было в достаточно степени развито различными теоретиками, в частности, теоретиками психоанализа и наследовавшими им постструктуралистами. Однако трактовка Джеймисона в значительной степени отличается от классической интерпретации шизофрении в психоаналитической и постструктуралистской традиции. Понимание шизофрении через язык в определённой степени наследует трактовке термина Жилем Делёзом, однако Джеймисон предлагает собственную интерпретацию термина как разрыва отношений между означаемыми, формирующего режим дефрагментации времени на бесконечный поток настоящих. Такая трактовка не получила достаточной рецепции в последующих теоретических работах о постмодернизме (в отличие от понятия пастиша).

## Рецепция
Статья Джеймисона является одним из первых теоретических источников, в которых описывается феномен постмодернизма. К более ранним теоретикам постмодернизма обычно относятся Жан-Франсуа Лиотар («Состояние постмодерна») и Юрген Хабермас («Модерн как незавершённый проект»), однако Джеймисон является первым теоретиком, предложившим трактовку постмодернизма как экономического явления, спровоцировавшего трансформацию культурных отношений. Сам термин «постмодернизм» неоднократно критиковался в теоретических работах начала 1990-х годов, однако интерпретация Джеймисона произвела большое впечатление на многих теоретиков, особенно марксистских взглядов, которые впоследствии продолжили концептуальное развитие понятия в ключе, предложенном Джеймисоном. Среди подобных теоретических работ наиболее важной является работа марксистского историка и теоретика культуры Перри Андерсона «Истоки постмодерна», в которой предлагается критический анализ джеймисоновской интерпретации и предлагаются новые стратегии для понимания значения постмодернизма.

## Критика
Наиболее подверженным критике местом в работе Джеймисона являются понятия пастиша и шизофрении, которыми он описывает новый культурный режим функционирования общества. Если переход от модернизма к постмодернизму является в достаточной степени очевидным, то понятия, посредством которых Джеймисон описывает этот переход, уязвимы для критики. Данные понятия обладают множеством значений как в языке, так и в философской терминологии, и поэтому приписывание Джеймисоном им фиксированной специфической коннотации открывает возможность для описательной критики его проекта.
Наиболее развёрнутая критика концепции Джеймисона предлагается Ричардом Дайером, который предлагает четыре основания для критики теории Джеймисона, исходя из оптики рассмотрения постмодернизма через пастиш как его ключевую характеристику.
1. Под «концом индивидуальности» в своей работе Джеймисон понимает невозможность создания уникального характерного стиля, и пастиш приходит на смену стилевому новаторству как явление, лишённое феномена уникальности. Но пастиш используется в искусстве как определённый методологический инструмент, позволяющий создавать произведения, наделённые специфическим (например, ретроспективным) стилем. Это значит, что тот, кто использует пастиш, способен создать в определённом смысле неповторимый стиль, в определённом смысле — потому, что для его создания автору потребуется использование уже использованного инструментария, то есть наследия прошлого.
2. Аргумент Джеймисона о замкнутости пастиша в культурном прошлом прежде всего обоснован жёстким разделением двух обществ — модернистского и постмодернистского. Для валидности этого аргумента мы должны признать существование ситуации радикального обновления общества, то есть резкой смены формообразующих концепций — в этом случае тезис о замкнутости пастиша в культурном прошлом отсылает к модернизму как к последнему возможному режиму создания новых эстетических категорий. Однако тезис Джеймисона о невозможности создания нового в постмодернизме по-прежнему остаётся недоказанным.
Замкнутость в собственном прошлом логичным образом ставит вопрос о границах этого прошлого. Если постмодернистское искусство замкнуто в прошлом, значит ли это, что любое его произведение будет являться пастишем — работать исключительно с уже имеющимся инструментарием и быть постоянно ограниченным определённым числом комбинаций? Положительный ответ вряд ли возможен хотя бы потому, что для работы с прошлым необходимо выбрать прошлое в качестве смыслового поля. На эту проблему можно посмотреть с двух позиций: либо принять весь опыт прошлого как инструментальную основу любого произведения искусства — и тогда различие между модернизмом и постмодернизмом станет неявным: модернистское искусство также основано на осмыслении предшествующего опыта; либо в принципе отвергнуть категорическое разделение модернизма и постмодернизма, признав их взаимное сосуществование в современном обществе.
Бинарное разделение двух обществ Джеймисоном происходит из-за его левых взглядов на постмодерн как экономическую формацию; смена общественного строя принимает сугубо экономическое измерение. Но возможно, что сменяется не тип общества (и культурный аспект как его часть), а лишь отношение между экономикой и культурой, которое приводит к ощутимым, но не радикальным изменениям.
3. С ностальгическим посылом пастиша сложно не согласиться, поскольку для этой ностальгичности он использует скорее чувственные, чем языковые образы. Но возникает вопрос, схожий с тем, на который Джеймисон отвечает в самом начале своей статьи, но относительно пародии — о существовании нормы, выделяющей разрыв между ней и некоторой уникальностью. В данном случае норма является не языковой, а скорее чувственной: если об определённой эпохе формируется вполне конкретное образное представление, которое расценивается как пастиш, то есть эстетическая имитация, то, может быть, есть и нормативный, универсальный образ подражаемой эпохи? На этот вопрос сложно ответить, поскольку он лежит не в языковой плоскости, и связать его с крахом модернистской системы проблематично.
4. Система взаимного цитирования ставит вопрос о наличии в пастише смысла как такового. Для ответа на этот вопрос Ричард Дайер вводит важный описательный критерий: пастиш выполняет свою функцию только тогда, когда его потребитель знает, что представленное произведение искусства является имитацией и что именно оно имитирует. Этот критерий позволяет с уверенностью отделить пастиш как «разговор на мёртвом языке» от «разговора на несуществующем языке», то есть, от наделения подражательным смыслом того, что на самом деле им не обладает, однако приводит к другой проблеме. Она формулируется так: не возвращает ли знание о том, что именно имитируется, ту самую веру в универсальную языковую норму и неповторимый авторский стиль?